# Gerard Valentín Sancho
Gerard Valentín Sancho (Avinyonet de Puigventós, Alt Empordà, 28 de juliol de 1993), és un futbolista català, que juga de lateral dret, i el seu actual equip és la SD Huesca. És germà del també futbolista Pol Valentín Sancho i fill d'Albert Valentín Escolano. És internacional amb la selecció catalana.

## Trajectòria esportiva
Valentín es va formar al planter del Girona FC, després d'una estada també a la UE Figueres. Va debutar com a sènior amb el Sevilla FC C la temporada 2012–13 a Tercera Divisió.
El 13 de juliol de 2013, Valentín fitxà per la UE Olot, de Segona Divisió B. El 6 de juliol de l'any ssegüent, després d'haver jugat regularment amb l'Olot, el Nàstic de Tarragona i la UE Olot arribaren a un acord pel traspàs dels drets federatius del jove jugador català, que signaria un contracte de dos anys amb l'entitat grana. El jugador destacava per ser un lateral amb una gran projecció ofensiva i un fantàstic un contra un i arribà a Tarragona per reforçar la línia defensiva i aportar una major profunditat a l'equip entrenat per Vicente Moreno.
Valentín va jugar en 24 partits amb el Nàstic durant la temporada 2014–15 a segona divisió B, en la qual l'equip assolí la promoció a Segona Divisió. Va debutar com a professional el 23 d'agost, com a titular en un empat 2–2 a casa contra l'Albacete Balompié.
El 18 de gener de 2016, Valentín va renovar contracte fins al 2019. El 12 de juliol de l'any següent, va signar contracte per quatre anys amb el Deportivo de La Coruña, de primera divisió.

## Internacional

### Selecció catalana
El 28 de desembre de 2016, Valentín va debutar amb la selecció catalana de futbol en el Trofeu Catalunya Internacional 2016, tot entrant a la mitja part en substitució de Pol Lirola en un empat 3–3 contra Tunísia que va acabar en empat 3 a 3 i finalment en victòria tunisenca a la tanda de penals.

## Vida personal
El seu germà petit, Pol, també és futbolista, i també fa de lateral dret. Es va formar al Figueres.